# Центральне розвідувальне управління
Центральне розвідувальне управління (ЦРУ; Central Intelligence Agency, CIA) — головне розвідувальне управління при уряді США, основна функція якого полягає в отриманні та обробці інформації щодо іноземних урядів, корпорацій та людей, у звітуванні про отриману інформацію відповідним гілкам уряду.
Штаб-квартира ЦРУ розташоване за 13 кілометрів від Вашингтона, у місті Ленглі, округ Ферфакс, штат Вірджинія.
ЦРУ входить до Розвідувального співтовариства США, яким керує директор Національної розвідки.

## Історія
20 січня 1946 року президент США Гаррі Трумен засновує Групу центральної розвідки. Назву «Центральне розвідувальне управління» служба отримає 18 вересня 1947 року. Центральне розвідувальне управління було офіційно створене в 1947 році після ухвалення Закону про національну безпеку, підписаного президентом Труменом. ЦРУ було створене на основі Управління стратегічних служб (УСС), що діяло під час Другої світової війни, і прийняло на себе всі функції УСС. Першим директором ЦРУ був призначений контрадмірал Роскоу Гілленкоттер. У 1949 році був прийнятий Закон про ЦРУ.
Керівником ЦРУ до 2005 року був директор Центральної розвідки. Ця посада була створена в січні 1946 року для контролювання всіх розвідувальних відомств США, також за законом 1947 року директору Центральної розвідки надавались функції директора ЦРУ, посада головного радника президента США з питань розвідки і статус члена Ради національної безпеки. У 1981 році директор також став головою Розвідувальної спільноти США.

Офіційна емблема

## Відомі операції
- Операція Splinter Factor

З метою дестабілізації ситуації в комуністичних режимах у Східній Європі, ЦРУ використовувало відому хворобливу підозрілість Сталіна. Операція Splinter Factor полягала в наданні хибних доказів співпраці видних комуністів з американською розвідкою. Початок операції був спрямований проти Ноеля Філда, американського дисидента з комуністичними симпатіями і контактами з провідними членами комуністичної партії Варшавського блоку.
- Операція «Аякс» (англ. Operation Ajax)

Організований ЦРУ переворот в Ірані в 1953 задля повалення влади демократично обраного прем'єр-міністра Ірана Мохаммеда Мосаддика. Закінчився поверненням влади шаха та утвердження нового уряду Захеді.
- Операція «Золото» (англ. Operation Gold)

Операція «Золото» полягала в будуванні підземного тунелю з американського Західного Берліна в радянський Східний Берлін, і підключення до телефонного кабелю штаба радянських військ.
Операція була проведена спільно з американською, британською розвідками. Ідею будівництва тунелю запропонував з Вільям К. Харві, командувач операційної бази в Західному Берліні. Будівництво почалося у вересні 1954 року. Інженери американської армії будували тунель цілодобово. Проте розвідка СРСР знала про операцію ще до її початку (інформація поступила від потрійного агента Джорджа Блейка), тому змогла вжити успішні контрзаходи.
- Операція PBSUCCESS (англ. Operation PBSUCCESS)

Організоване ЦРУ військове вторгнення в 1954 р з метою повалення президента Гватемали Хакобо Арбенса. 27 червня 1954 року президент Арбенс був змушений піти у відставку, його замінив проамериканськи налаштований Кастільо Армас.
- Операція «Фенікс» (англ. Operation Phoenix)

Проводилася спільно з поліцією і спецслужбами Південного В'єтнаму. Програма з ліквідації політичної структури Національного фронту звільнення Південного В'єтнаму.
- Операція «Циклон» (англ. Operation Cyclone)

Програма ЦРУ з озброєння афганських моджахедів під час радянської інтервенції в Афганістан — Афганської війни (1979–1989 рр). Є однією з найдовших і найдорожчих секретних операцій ЦРУ, фінансування програми розпочалося з $20–30 мільйонів на рік і до 1987 року досягло рівня $630 мільйонів на рік.
- Операція в затоці Свиней (англ. Bay of Pigs Invasion)

Військова операція з метою повалення уряду Фіделя Кастро на Кубі. Вранці 15 квітня 1961 року американські літаки завдали ударів по аеродромам кубинських ВВС, проте кубинське військове командування завчасно замінило літаки на аеродромах макетами. У ніч на 17 квітня десантники почали висаджуватися в районі Затоки Свиней. Висадка завершилася провалом і полоном більшої частини десанту.
- Операція «Спис Нептуна» (англ. Operation Neptune Spear)

Операція, яка проводилась підрозділом SEAL під управлінням Об'єднаного командування спеціальних операцій у співпраці з ЦРУ. Ціль операції — ліквідація ватажка міжнародного терористичного угруповування Аль-Каїди Осами бен Ладена.

## Структура

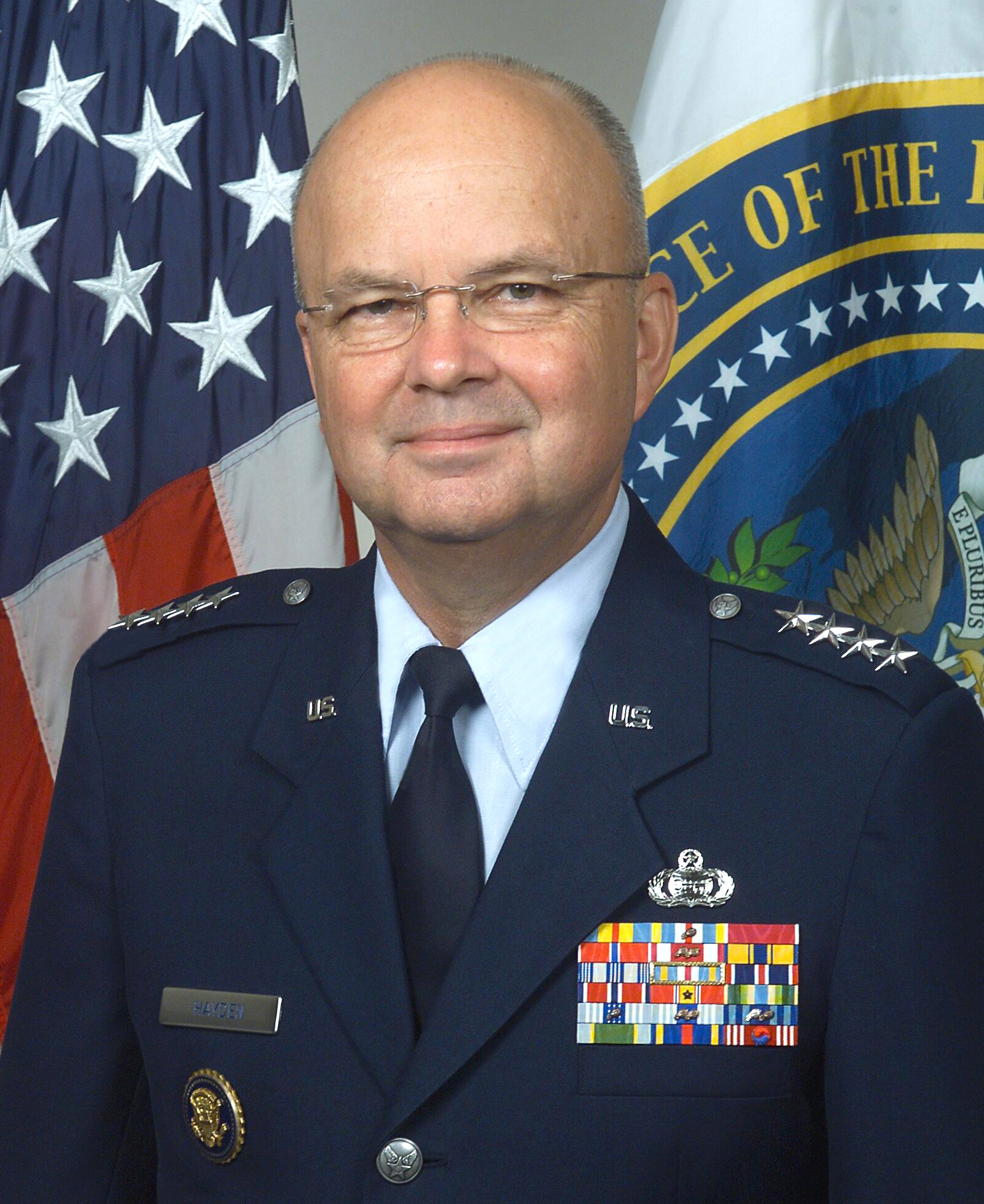
Генерал Майкл Гайден, колишній директор ЦРУ

Директор ЦРУПризначається Президентом США при схваленні Сенатом. Підпорядковується безпосередньо Директорові національної розвідки.
Заступник директора ЦРУЗдійснює функції директора, коли посада директора вакантна, або коли директор відсутній на робочому місці.
Помічник заступника директора ЦРУЦя посада була створена 5 липня 2006 року. Помічник здійснює всі функції, які раніше лежали на виконавчому директорові ЦРУ.

### Директорат і офіси

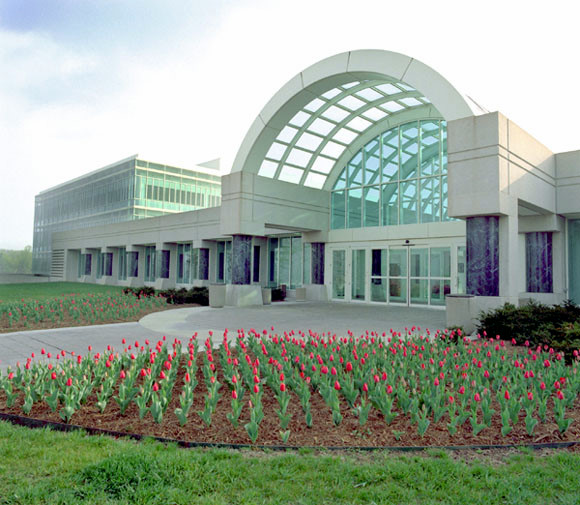
Штаб-квартира ЦРУ, Ленглі, Вірджинія

- Розвідувальний директорат займається обробкою і аналізом отриманої розвідувальної інформації. Керівник — директор з розвідки.
- Національна секретна служба (колишній оперативний директорат) вирішує завдання, пов'язані із збором інформації агентурною розвідкою, організовує і проводить таємні операції.
- Науково-технічний директорат проводить дослідження і розробку технічних засобів збору інформації.
- Директорат постачання.
- Центр вивчення розвідки займається зберіганням і вивченням документальних матеріалів ЦРУ.
- Офіс головного юрисконсульта. Співробітники відділу стежать за дотриманням працівниками Управління Конституції і законів, правил і інструкцій.
- Офіс генерального інспектора, керівник — генеральний інспектор. Призначається Президентом США при схваленні Сенатом. Незалежний від інших відділів і офісів, підкоряється безпосередньо директорові ЦРУ. Здійснює інспекції, розслідування і аудит в штаб-квартирі ЦРУ, на місцях, і в зарубіжних відділеннях Управління. Кожні півроку готує для директора ЦРУ звіт, який той надає Комітету з розвідки Конгресу США.
- Офіс суспільних зв'язків, керівник — директор по зв'язках з громадськістю.
- Офіс з військових справ — надає підтримку у сфері розвідки збройним силам США.

## Директори
| Голова                                                                    | фото           | початок           | закінчення       | примітки               |
| ------------------------------------------------------------------------- | -------------- | ----------------- | ---------------- | ---------------------- |
| контр-адмірал Сідні Вільям Соерс (англ. Sidney William Souers)            |                | 23 січня 1946     | 10 червня 1946   |                        |
| генерал-лейтенант Гойт Сенфорд Ванденберг (англ. Hoyt Sanford Vandenberg) |                | 10 червня 1946    | 1 травня 1947    |                        |
| контр-адмірал Роскоу Гілленкоттер (англ. Roscoe Henry Hillenkoetter)      |                | 1 травня 1947     | 7 жовтня 1950    |                        |
| генерал-лейтенант Вальтер Беделл Сміт (англ. Walter Bedell Smith)         |                | 7 жовтня 1950     | 9 лютого 1953    |                        |
| Аллен Велш Даллес (англ. Allen Welsh Dulles)                              |                | 9 лютого 1953     | 26 лютого 1953   | виконувач обов'язків   |
| Аллен Велш Даллес (англ. Allen Welsh Dulles)                              | 26 лютого 1953 | 29 листопада 1961 |                  |                        |
| Джон Алекс Мак-Коун (англ. John Alex McCone)                              |                | 29 листопада 1961 | 28 квітня 1965   |                        |
| віце-адмірал Вільям Френсіс Рейборн (англ. William Francis Raborn)        |                | 29 квітня 1965    | 30 червня 1966   |                        |
| Річард Макґарра Гелмс (англ. Richard McGarrah Helms)                      |                | 30 червня 1966    | 2 лютого 1973    |                        |
| Джеймс Родні Шлезінгер (англ. James Rodney Schlesinger)                   |                | 2 лютого 1973     | 2 липня 1973     |                        |
| генерал-лейтенант Вернон Ентоні Волтерс (англ. Vernon Anthony Walters)    |                | 2 липня 1973      | 4 вересня 1973   | виконувач обов'язків   |
| Вільям Іґан Колбі (англ. William Egan Colby)                              |                | 4 вересня 1973    | 30 січня 1976    |                        |
| Джордж Герберт Вокер Буш (англ. George Herbert Walker Bush)               |                | 30 січня 1976     | 20 січня 1977    |                        |
| Інно Генрі Ноуч (англ. Enno Henry Knoche)                                 |                | 20 січня 1977     | 9 березня 1977   | виконувач обов'язків   |
| адмірал Стенсфілд Тернер (англ. Stansfield Turner)                        |                | 9 березня 1977    | 20 січня 1981    |                        |
| Вільям Кейсі (англ. William Casey)                                        |                | 20 січня 1981     | 29 січня 1987    |                        |
| Роберт Майкл Гейтс (англ. Robert Michael Gates)                           |                | 18 грудня 1986    | 26 травня 1987   | виконувач обов'язків   |
| Вільям Вебстер (англ. William Hedgcock Webster)                           |                | 26 травня 1987    | 31 серпня 1991   |                        |
| Річард Джеймс Керр (англ. Richard James Kerr)                             |                | 1 вересня 1991    | 6 листопада 1991 | виконувач обов'язків   |
| Роберт Майкл Гейтс (англ. Robert Michael Gates)                           |                | 6 листопада 1991  | 20 січня 1993    |                        |
| адмірал Вільям Олівер Студеман (англ. William Oliver Studeman)            |                | 21 січня 1993     | 5 лютого 1993    | виконувач обов'язків   |
| Роберт Джеймс Вулсі (англ. R. James Woolsey)                              |                | 5 лютого 1993     | 10 січня 1995    |                        |
| адмірал Вільям Олівер Студеман (англ. William Oliver Studeman)            |                | 11 січня 1995     | 9 травня 1995    | виконувач обов'язків   |
| Джон Марк Дейч (англ. John Mark Deutch)                                   |                | 9 травня 1995     | 15 грудня 1996   |                        |
| Джордж Джон Тенет (англ. George John Tenet)                               |                | 16 грудня 1996    | 11 липня 1997    | виконувач обов'язків   |
| Джордж Джон Тенет (англ. George John Tenet)                               | 11 липня 1997  | 11 липня 2004     |                  |                        |
| Портер Госс (англ. Porter J. Goss)                                        |                | 21 квітня 2005    | 26 травня 2006   |                        |
| генерал Майкл Вінсент Гайден (англ. Michael Vincent Hayden)               |                | 30 травня 2006    | 12 лютого 2009   |                        |
| Леон Панетта (англ. Leon Panetta)                                         |                | 13 лютого 2009    | 30 червня 2011   |                        |
| Майкл Морелл (англ. Michael Morell)                                       |                | 1 липня 2011      | 6 вересня 2011   | виконувач обов'язків   |
| генерал Девід Петреус (англ. David Petraeus)                              |                | 6 вересня 2011    | 9 листопада 2012 |                        |
| Майкл Морелл (англ. Michael Morell)                                       |                | 9 листопада 2012  | 8 березня 2013   | виконувач обов'язків   |
| Джон Бреннан (англ. John Brennan)                                         |                | 8 березня 2013    | 20 січня 2017    |                        |
| Меройо Парк (англ. Meroë Park)                                            |                | 20 січня 2017     | 23 січня 2017    | виконувачка обов'язків |
| Майк Помпео (англ. Michael Pompeo)                                        |                | 23 січня 2017     | 26 квітня 2018   |                        |
| Джина Гаспел (англ. Gina Haspel)                                          |                | 26 квітня 2018    | 21 травня 2018   | виконувачка обов'язків |
| Джина Гаспел (англ. Gina Haspel)                                          | 21 травня 2018 | 20 січня 2021     |                  |                        |
| Девід Коен (англ. David Cohen)                                            |                | 20 січня 2021     | 19 березня 2021  | виконувач обов'язків   |
| Вільям Бернс (англ. William Burns)                                        |                | 18 березня 2021   | 20 січня 2025    |                        |
| Джон Реткліфф                                                             |                | 23 січня 2025     |                  |                        |

## У масовій культурі
Діяльність ЦРУ дуже широко висвітлена в багатьох книжках, фільмах, відеоіграх тощо. Зазвичай ЦРУ зображується як дещо ідеалізована організація, яка може майже все, для якої немає нездійсне́нних задач.

### Фільми
- Ідентифікація Борна
- Спадок Борна
- Перевага Борна
- Ультиматум Борна
- Місія нездійсненна
- Місія нездійсненна 2
- Місія нездійсненна 3
- Місія нездійсненна: протокол «Фантом»
- Місія нездійсненна: Нація вигнанців
- Тринадцять днів
- Ред
- Ред 2
- Солт
- Хибна спокуса
- Війна Чарлі Вілсона
- Три дні Кондора
- Шпигунські ігри
- Рекрут
- Тіло брехні
- Агент Коді Бенкс
- Код доступу «Кейптаун»
- Арго
- Мебіус

### Ігри
- Call of Duty: Black Ops
- Call of Duty: Black Ops II
- Call of Duty: Modern Warfare 2
- Far Cry 3
- Far Cry 4
- Far Cry 5
- Beyond: Two Souls
- Outlast

### Книжки
- Уильям Блум. Убийство демократии: операции ЦРУ и Пентагона в период холодной войны. — Москва: Кучково поле, 2013. — 704 с. (Реальная политика).(рос.)
- Тим Вейнер. ЦРУ. Правдивая история. — Москва: Центрполиграф, 2013. — 728 с.(рос.)
- Френсис Сондерс. ЦРУ и мир искусств: культурный фронт холодной войны. — Москва: Кучково поле, 2013. — 416 с. (Реальная политика).(рос.)
- Philip Agee, Inside the Company: CIA Diary, Harmondsworth: Penguin, 1975.(англ.)
- Richard J. Aldrich, The Hidden Hand: Britain, America and Cold War Secret Intelligence, London: John Murray, 2001.(англ.)
- William Blum, Killing Hope: U.S. Military and CIA Interventions since World War II, Monroe, ME: Common Courage Press, 2004.(англ.)
- Richard H. Immerman, The CIA in Guatemala: The Foreign Policy of Intervention, University of Texas Press, 1982.(англ.)
- Alfred W. McCoy, The Politics of Heroin in Southeast Asia, Harper Colophon, 1972.(англ.)
- Alfred W. McCoy, A Question of Torture: CIA Interrogation, from the Cold War to the War on Terror, New York: Owl Books (Henry Holt & Co.), 2006.(англ.)
- Ronald Kessler, The CIA at War: Inside the Secret Campaign Against Terror, St. Martin's Press, 2003.(англ.)
- Melissa Boyle Mahle, Denial and Deception: An Insider's View of the CIA from Iran-Contra to 9/11, Nation Books, 2004.(англ.)
- L. Fletcher Prouty, The Secret Team: The CIA and Its Allies In Control of the World, Ballantine Books, 1973.(англ.)
- Kermit Roosevelt, Countercoup: The Struggle for the Control of Iran, New York: McGraw-Hill, 1979.(англ.)
- Stephen Schlesinger and Stephen Kinzer, Bitter Fruit: The Story of the American Coup in Guatemala, Cambridge: Harvard University Press, 1999.(англ.)
- Robert Wallace, H. Keith Melton, Henry R. Schlesinger, Spycraft: The Secret History of the CIA's Spytechs, from Communism to al-Qaeda, New York: Dutton, 2009.(англ.)
- Tim Weiner, Legacy of Ashes: The History of the CIA, New York: Doubleday, 2007.(англ.)

### Статті
- Е. Н. Глазунова. США и государственный переворот в Иране 1953 года (по материалам архива ЦРУ) // «Новая и новейшая история» (Москва). — 2013. — № 3. — С. 100—117.(рос.)
- Н. С. Иванов. Государственный переворот 1954 г. в Гватемале (к 60-летию операции ЦРУ «Успех»). // «Латиноамериканский исторический альманах». — 2014. — № 14. — С. 172—190.(рос.)
- Наркотики, контрас и ЦРУ // «Известия» (Москва). — № 21 (21828) от 21 января 1987. — С.4.(рос.)
- Ф. М. Сергеев. «Операция Гватемала» (1954 г.) // «Вопросы истории» (Москва). — 1981. — № 8.(рос.)
- Сеймур Херш. Тайная войны ЦРУ против Чили // «За рубежом». — 1975. — № 51.(рос.)
- Nicholas Dujmovic, «Drastic Actions Short of War: The Origins and Application of CIA's Covert Paramilitary Function in the Early Cold War», in Journal of Military History, issue 76 (July 2012), pp. 775–808.(англ.)
- Seymour M. Hersh, «The Price of Power: Kissinger, Nixon, and Chile», in The Atlantic Monthly, December 1982.(англ.)
- Kathy Kadane, «Ex-agents say C.I.A. compiled death lists for Indonesians», in San Francisco Examiner, May 20, 1990, p. A1.(англ.)
- Ralph McGehee, «The C.I.A. and The White Paper On El Salvador», in Nation, April 11, 1981, p. 423f.(англ.)
- Peter Dale Scott, «The United States and the Overthrow of Sukarno, 1965—1967», in Pacific Affairs, Summer 1985, pp. 239–264.(англ.)
- Taylor Branch and George Crile III, «The Kennedy Vendetta: How the C.I.A. waged a silent war against Cuba», in Harper's, August 1975, pp. 49–63.(англ.)